# Walpole-Nornalup nationalpark
Walpole-Nornalup nationalpark är en nationalpark i Australien.   Den ligger i delstaten Western Australia, i den sydvästra delen av landet, 2 900 km väster om huvudstaden Canberra. Walpole-Nornalup National Park ligger 153 meter över havet.
I omgivningarna runt Walpole-Nornalup nationalpark växer i huvudsak städsegrön lövskog.